# رولف ياكوبسن
رولف ياكوبسن (بالنرويجية: Rolf Jacobsen )‏ (و. 1907 – 1994 م) هو شاعر، وصحفي، وكاتب نرويجي، كان عضوًا في حزب العمل النرويجي، والتجمع الوطني، توفي في هامار، عن عمر يناهز 87 عاماً.

## التعليم
تعلم في جامعة أوسلو.

## جوائز
حصل على جوائز منها:
- Hedmark fylkeskommunes kulturpris  [لغات أخرى]‏ (1990)
- Swedish Academy Nordic Prize [الإنجليزية]‏ (1989)
- Aschehoug Prize [الإنجليزية]‏ (1986)
- Sarpsborgprisen  [لغات أخرى]‏ (1969)
- جائزة دوبلوغ [الإنجليزية]‏ (1968)
- Riksmål Society Literature Prize [الإنجليزية]‏ (1965).